# Alsophila lastii
Alsophila lastii là một loài thực vật có mạch trong họ Cyatheaceae. Loài này được (Baker) R.M. Tryon mô tả khoa học đầu tiên năm 1970.